# IK Östria Lambohov
IK Östria Lambohov är en svensk fotbollsklubb i Linköping i Östergötlands län. Herrlaget spelar 2019 i Division 5 Östergötland Västra. Klubben har som högst spelat Division 3 i fotboll. Inför säsongen 2013 slogs herrlaget ihop med lokalkonkurrenten BK Kenty under namnet AFK Linköping men kom tillbaka 2018 och började om i Division 6 mellersta Östergötland.
De vann 18 matcher av 18 möjliga med målskillnaden 110-3 2018 och gick därmed upp till Division 5 till 2019.

## Bakgrund
Idrottsklubben Östria Lambohov bildades den 24 januari 1937 som Klints IK. I september samma år bytte man namn till Bjärka Säby Östra IK. I början av 1980-talet flyttade verksamheten till Lambohov.

## Spelartrupp

### Nuvarande A-trupp
Korrekt per den 30 augusti 2019
| Nr | Land      | Pos | Namn                  |
| -- | --------- | --- | --------------------- |
|    | Sverige   | MV  | Anthon Berg           |
|    | Sverige   | MV  | Carl-Hjalmar Ringborg |
|    | Brasilien | B   | Álberis da Silva      |
|    | Sverige   | B   | Dana Abdulkarim       |
|    | Sverige   | B   | Fredrik Yderfors      |
|    | Sverige   | B   | Kevin Dahl            |
|    | Sverige   | B   | Milan Jovic           |
|    | Sverige   | B   | Robin Hamrén          |
|    | Sverige   | B   | Tomas Jooma           |
|    | Sverige   | B   | Yonatan Bendler       |
|    | Sverige   | MF  | Abdi Said             |
|    | Sverige   | MF  | Adam Sigfridsson      |
|    | Sverige   | MF  | Andreas Borg          |
|    | Sverige   | MF  | Benjamin Jahic        |
|    | Sverige   | MF  | Johannes Begabriel    |

| Nr | Land    | Pos | Namn                |
| -- | ------- | --- | ------------------- |
|    | Sverige | MF  | Leo Barros          |
|    | Sverige | MF  | Martin Johansson    |
|    | Sverige | MF  | Marwan Al-Inizi     |
|    | Sverige | MF  | Ninib Brahim        |
|    | Sverige | MF  | Nojen Rezgar        |
|    | Sverige | MF  | Oscar Ajaxon        |
|    | Sverige | MF  | Robin Hals          |
|    | Sverige | MF  | Saikou Manneh       |
|    | Sverige | MF  | Tobias Dahl         |
|    | Sverige | MF  | Tomas Tanzi         |
|    | Sverige | A   | Alexander Hagenbäck |
|    | Sverige | A   | Emanuel Kassman     |
|    | Sverige | A   | Furat Miran         |
|    | Sverige | A   | Henrik Löwenborg    |
|    | Sverige | A   | Josef Haddad        |

### Ledarstab
Senast uppdaterad: 30 augusti 2019.

## Utmärkande spelare
- Arash Bayat
- Álberis da Silva
- Mohanad Jeahze
- Simon Olsson
- Anton Tinnerholm
- Jonas Wallerstedt
- Emilia Larsson

## Resultat de senaste åren
| Säsong | Nivå   | Division   | Serie                  | Placering | Förflyttningar               |  |
| ------ | ------ | ---------- | ---------------------- | --------- | ---------------------------- |  |
| 1999   | Nivå 7 | Division 5 | Östergötland Mellersta |           |                              |  |
| 2000   | Nivå 7 | Division 5 | Östergötland Västra    |           |                              |  |
| 2001   | Nivå 7 | Division 5 | Östergötland Mellersta | 1:a       | Avancemang till div 4        |  |
| 2002   | Nivå 6 | Division 4 | Östergötland Västra    | 5:e       |                              |  |
| 2003   | Nivå 6 | Division 4 | Östergötland Västra    | 2:a       | Kval till div 3 - avancemang |  |
| 2004   | Nivå 5 | Division 3 | Nordöstra Götaland     | 11:e      | Degraderade                  |  |
| 2005   | Nivå 6 | Division 4 | Östergötland Västra    | 3:a       |                              |  |
| 2006   | Nivå 6 | Division 4 | Östergötland Västra    | 1:a       | Avancemang till div 3        |  |
| 2007   | Nivå 5 | Division 3 | Nordöstra Götaland     | 7:a       |                              |  |
| 2008   | Nivå 5 | Division 3 | Nordöstra Götaland     | 9:a       |                              |  |
| 2009   | Nivå 5 | Division 3 | Nordöstra Götaland     | 3:a       |                              |  |
| 2010   | Nivå 5 | Division 3 | Nordöstra Götaland     | 5:a       |                              |  |
| 2011   | Nivå 5 | Division 3 | Nordöstra Götaland     | 4:a       |                              |  |
| 2012   | Nivå 5 | Division 3 | Nordöstra Götaland     | 3:a       |                              |  |
| 2018   | Nivå 8 | Division 6 | Mellersta Östergötland | 1:a       | Avancemang till div 5        |  |

## Publiksnitt
De senaste åren har IK Östria Lambohovs publiksnitt varit följande
| Säsong | Publiksnitt | Division                     | Placering   |
| ------ | ----------- | ---------------------------- | ----------- |
| 2007   | 117         | Div 3 Nordöstra Götaland     | Placering 5 |
| 2008   | 121         | Div 3 Nordöstra Götaland     | Placering 5 |
| 2009   | 120         | Div 3 Nordöstra Götaland     | Placering 5 |
| 2010   | 169         | Div 3 Nordöstra Götaland     | Placering 5 |
| 2011   | 186         | Div 3 Nordöstra Götaland     | Placering 6 |
| 2012   | 203         | Div 3 Nordöstra Götaland     | Placering 4 |
| 2018   | 48          | Div 6 Mellersta Östergötland | Placering 1 |